# Jona gold

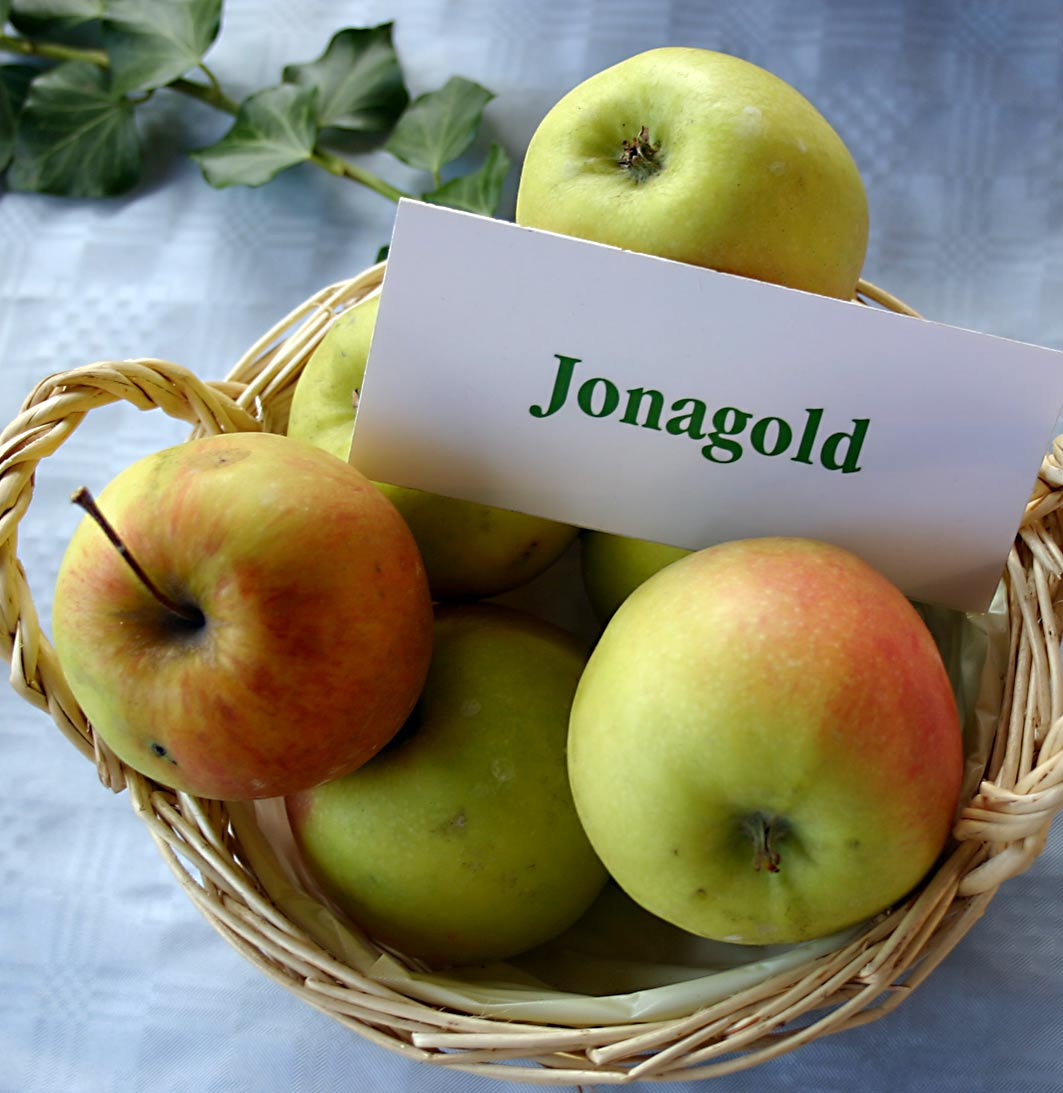
Jona gold.

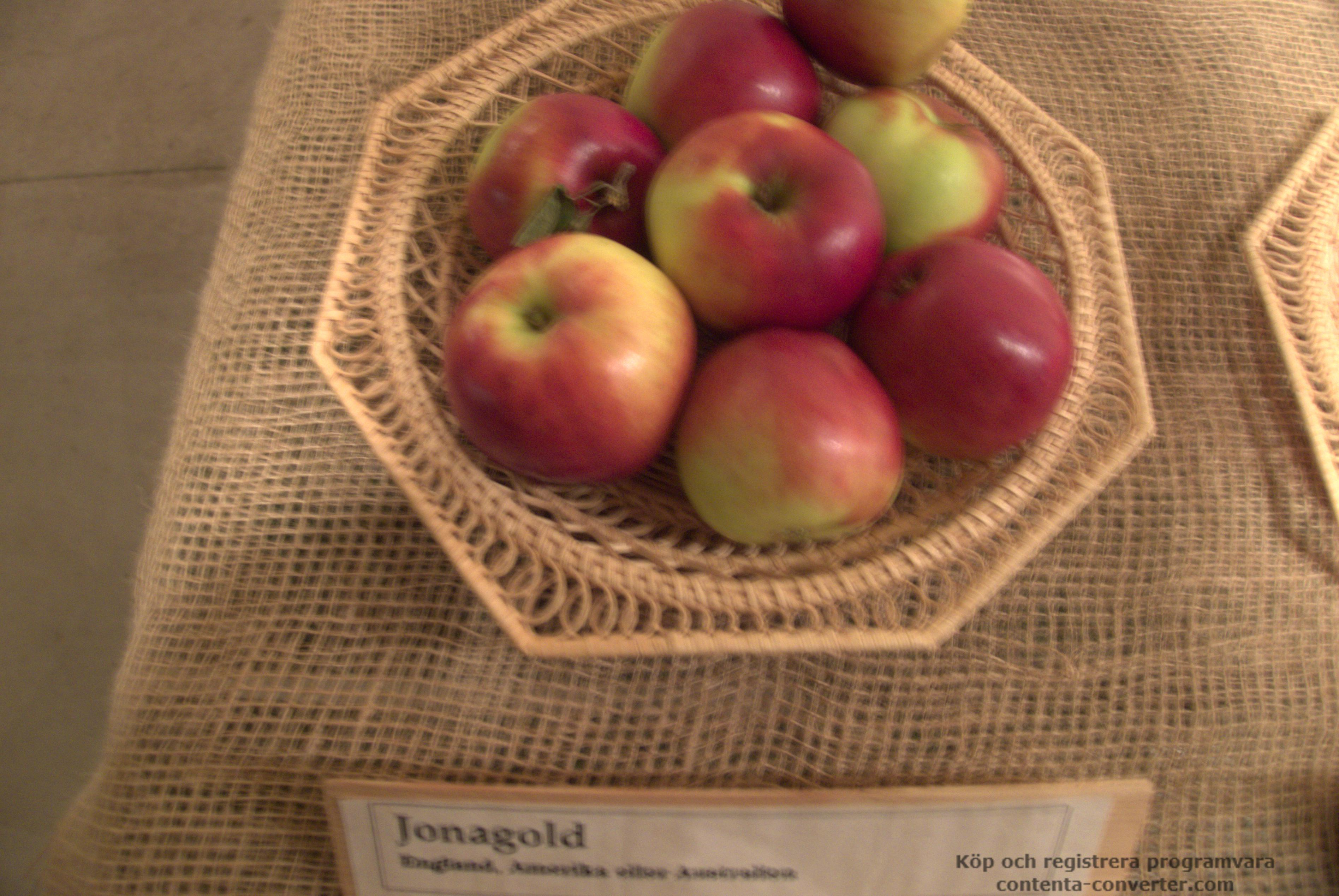
Jonagold-äpplen.

Jona gold, eller Jonagold, är en äppelsort. Äpplet skapades genom en korsning av Golden Delicious och Jonathan vid Geneva i New York. Gul grundfärg, röd täckfärg över nästan hela äpplet. Vita prickar. Slutet kärnhus.
Jona Gold är saftigt med en syrlig smak. En mutant Jonagored har odlats kommersiellt i Sverige. 144 dagar mellan blomning och skörd, medelvikt 189 gram, densitet 0,82, sockerhalt 13,2%, syrahalt, 0,61%, Sorbitol 0,5%.